# Suddivisioni dell'Isola di Man

Mappa delle suddivisioni dell'Isola di Man.

L'isola di Man è suddivisa in sheadings e parrocchie insulari o amministrative, ognuna delle quali raggruppa più località.

## Suddivisioni amministrative e tradizionali
L'isola è divisa tradizionalmente in due zone, comprendenti ognuna tre sheadings, la principale entità del territorio.
Tali sheadings comprendono a loro volta 24 suddivisioni amministrative con quattro diversi status. Tradizionalmente queste suddivisioni erano tutte delle parrocchie (il territorio ne conta 17), ma oggi non è più così e i documenti ufficiali le indicano a volte come «parrocchie insulari», per non confonderle con le attuali parrocchie amministrative. Generalmente, le 24 suddivisioni amministrative sono chiamate «parrocchie amministrative» o, per estensione, «parrocchie», benché i due termini siano entrambi impropri, poiché questo dipende dal loro status specifico.
Per chiarezza, nella tavola è indicato lo status esatto di ogni suddivisione (e ci si deve ricordare che il termine «parrocchia», utilizzato in ambito amministrativo, per alcune di esse non sempre corrisponde alla definizione tradizionale, basata sulle antiche definizioni religiose). In più l'estensione di due sheadings è stata cambiata, con lo spostamento dell'antica parrocchia di Onchan.

## Circoscrizioni elettorali
Il territorio è suddiviso in quindici «circoscrizioni elettorali» (constituencies in inglese) che possono non rispettare i limiti degli sheadings; secondo la loro popolazione, hanno ognuna da uno a quattro MHK (Membri della House of Keys).
Tali circoscrizioni sono a loro volta suddivise in «distretti elettorali» (polling districts, da due a cinque), da non confondere con la designazione di «distretto» utilizzata ufficialmente per alcune parrocchie amministrative rurali formate da un solo «villaggio», ma che sono anch'esse divise in distretti elettorali. I distretti elettorali non superano le frontiere degli sheadings, né quelle delle parrocchie amministrative.

## Lista
Le suddivisioni sono elencate, nell'ordine tradizionale dell'isola, in senso orario:
| Divisione storica (dal XVI secolo) | Divisione o sheading    | Divisione o sheading | Parrocchie insulari (suddivisioni tradizionali) | Parrocchie insulari (suddivisioni tradizionali) | Suddivisioni amministrative (spesso chiamate «parrocchie») | Suddivisioni amministrative (spesso chiamate «parrocchie») | Suddivisioni amministrative (spesso chiamate «parrocchie») | Suddivisioni amministrative (spesso chiamate «parrocchie») | Suddivisioni amministrative (spesso chiamate «parrocchie») | Distretti elettorali                                                                                   | Circoscrizioni elettorali | Circoscrizioni elettorali |
| Divisione storica (dal XVI secolo) | Nome                    | Nome                 | Codice                                          | Nome                                            | Status                                                     | Nome                                                       | Superficie (km²)                                           | Popolazione (2006-04-23)                                   | Densità (hab./km²)                                         | Codici e località                                                                                      | MHK                       | Nome                      |
| ---------------------------------- | ----------------------- | -------------------- | ----------------------------------------------- | ----------------------------------------------- | ---------------------------------------------------------- | ---------------------------------------------------------- | ---------------------------------------------------------- | ---------------------------------------------------------- | ---------------------------------------------------------- | --- | ------------------------- | ------------------------- |
| Lato nord                          | Glenfaba                | Glenfaba             | PK                                              | Patrick                                         | parrocchia                                                 | Patrick                                                    | 42,2                                                       | 01 294                                                     | 031                                                        | GL1 : Kirk Patrick; GL2 : Foxdale; GL3 : Dalby, Glen Maye                                              | 1                         | Glenfaba                  |
| Lato nord                          | Glenfaba                | Glenfaba             | GN                                              | German                                          | parrocchia                                                 | German                                                     | 45,3                                                       | 0995                                                       | 022                                                        | GL4 : Saint John’s                                                                                     | 1                         | Glenfaba                  |
| Lato nord                          | Glenfaba                | Glenfaba             | GN                                              | German                                          | città                                                      | Peel                                                       | 01,7                                                       | 04 280                                                     | 2 518                                                      | P1 : (nord-est) ; P2 : (sud-ouest)                                                                     | 1                         | Peel                      |
| Lato nord                          | Michael                 | Michael              | ML                                              | Michael                                         | villaggio e distretto                                      | Michael                                                    | 39,9                                                       | 01 640                                                     | 041                                                        | MC1 : Kirk Michael                                                                                     | 1                         | Michael                   |
| Lato nord                          | Michael                 | Michael              | BH                                              | Ballaugh                                        | parrocchia                                                 | Ballaugh                                                   | 23,6                                                       | 01 042                                                     | 044                                                        | MC2 : Ballaugh                                                                                         | 1                         | Michael                   |
| Lato nord                          | Michael                 | Michael              | JY                                              | Jurby                                           | parrocchia                                                 | Jurby                                                      | 17,7                                                       | 0659                                                       | 037                                                        | MC3 : Jurby                                                                                            | 1                         | Michael                   |
| Lato nord                          | Ayre                    | Ayre                 | AS                                              | Andreas                                         | parrocchia                                                 | Andreas                                                    | 31,1                                                       | 01 381                                                     | 044                                                        | A1 : Andreas                                                                                           | 1                         | Ayre                      |
| Lato nord                          | Ayre                    | Ayre                 | BE                                              | Bride                                           | parrocchia                                                 | Bride                                                      | 21,7                                                       | 0418                                                       | 020                                                        | A2 : Bride                                                                                             | 1                         | Ayre                      |
| Lato nord                          | Ayre                    | Ayre                 | LE                                              | Lezayre                                         | parrocchia                                                 | Lezayre                                                    | 62,3                                                       | 01 237                                                     | 020                                                        | A3 : Sulby; A4 : (est)                                                                                 | 1                         | Ayre                      |
| Lato sud                           | Garff (prima del 1796)  | Garff (dal 1796)     | MD                                              | Maughold                                        | città                                                      | Ramsey                                                     | 03,7                                                       | 07 309                                                     | 1 975                                                      | RA2 : (nord-ovest) ; RA1 : (sud-est)                                                                   | 1                         | Ramsey                    |
| Lato sud                           | Garff (prima del 1796)  | Garff (dal 1796)     | MD                                              | Maughold                                        | parrocchia                                                 | Maughold                                                   | 34,5                                                       | 0950                                                       | 028                                                        | GA1 : Maughold; GA2 : Glen Mona                                                                        | 1                         | Garf                      |
| Lato sud                           | Garff (prima del 1796)  | Garff (dal 1796)     | LN                                              | Lonan                                           | parrocchia                                                 | Lonan                                                      | 35,2                                                       | 01 563                                                     | 044                                                        | GA3 : (periferia) ; GA5 : Kirk Lonan                                                                   | 1                         | Garf                      |
| Lato sud                           | Garff (prima del 1796)  | Garff (dal 1796)     | LN                                              | Lonan                                           | villaggio                                                  | Laxey                                                      | 02,4                                                       | 01 768                                                     | 0737                                                       | GA4 : Baldrine                                                                                         | 1                         | Garf                      |
| Lato sud                           | Garff (prima del 1796)  | Middle (dal 1796)    | ON                                              | Onchan                                          | villaggio e distretto                                      | Onchan                                                     | 24,7                                                       | 09 172                                                     | 0371                                                       | O5 : (nord) ; O2 : Onchan Hague; O1 : Onchan Ballachury; O4 : Onchan Birch Hill; O3 : Onchan Howstrake | 3                         | Onchan                    |
| Lato sud                           | Middle (prima del 1796) | Middle (dal 1796)    | BN                                              | Braddan                                         | città e capitale                                           | Douglas                                                    | 10,1                                                       | 26 218                                                     | 2 596                                                      | N1 : (nord-ovest e centro-est) ; N2 : (nord-est e centro-ovest) ; N3 : (sud)                           | 2                         | Douglas Nord              |
| Lato sud                           | Middle (prima del 1796) | Middle (dal 1796)    | BN                                              | Braddan                                         | città e capitale                                           | Douglas                                                    | 10,1                                                       | 26 218                                                     | 2 596                                                      | W1 : (nord) ; W2 : (est) ; W3 : (ovest e centro) ; W4 : (sud-ovest) ; W5 : (sud-est)                   | 2                         | Douglas Ovest             |
| Lato sud                           | Middle (prima del 1796) | Middle (dal 1796)    | BN                                              | Braddan                                         | città e capitale                                           | Douglas                                                    | 10,1                                                       | 26 218                                                     | 2 596                                                      | E2 : (baia nord) ; E3 : (baia sud) ; E5 : (centrale-nord) ; E4 : (centrale-sud) ; E1 : (sud-ovest)     | 2                         | Douglas Est               |
| Lato sud                           | Middle (prima del 1796) | Middle (dal 1796)    | BN                                              | Braddan                                         | città e capitale                                           | Douglas                                                    | 10,1                                                       | 26 218                                                     | 2 596                                                      | S2 : (ovest) ; S1 : (centrale-ovest) ; S5 : (centrale-est) ; S3 : (nord-ouest) ; S4 : (sud-ovest)      | 2                         | Douglas Sud               |
| Lato sud                           | Middle (prima del 1796) | Middle (dal 1796)    | BN                                              | Braddan                                         | parrocchia                                                 | Braddan                                                    | 42,6                                                       | 03 151                                                     | 074                                                        | MD1 : Crosby, Glen Vine; MD2 : Strange, Union Mills                                                    | 1                         | Middle                    |
| Lato sud                           | Middle (prima del 1796) | Middle (dal 1796)    | MN                                              | Marown                                          | parrocchia                                                 | Marown                                                     | 26,7                                                       | 02 086                                                     | 078                                                        | MD3 : Marown                                                                                           | 1                         | Middle                    |
| Lato sud                           | Middle (prima del 1796) | Middle (dal 1796)    | SN                                              | Santon                                          | parrocchia                                                 | Santon                                                     | 16,9                                                       | 0680                                                       | 040                                                        | MS1 : Newtown                                                                                          | 1                         | Malew e Santon            |
| Lato sud                           | Rushen                  | Rushen               | MW                                              | Malew                                           | parrocchia                                                 | Malew                                                      | 47,7                                                       | 02 304                                                     | 048                                                        | MS2 : (nord) ; MS3 : Ballasalla                                                                        | 1                         | Malew e Santon            |
| Lato sud                           | Rushen                  | Rushen               | AY                                              | Arbory                                          | parrocchia                                                 | Arbory                                                     | 17,7                                                       | 01 723                                                     | 097                                                        | RU5 : Ballabeg; RU6 : Colby                                                                            | 3                         | Rushen                    |
| Lato sud                           | Rushen                  | Rushen               | RN                                              | Rushen                                          | villaggio                                                  | Port Erin                                                  | 02,6                                                       | 03 575                                                     | 1 375                                                      | RU1 : Port Erin                                                                                        | 3                         | Rushen                    |
| Lato sud                           | Rushen                  | Rushen               | RN                                              | Rushen                                          | villaggio                                                  | Port Saint Mary                                            | 01,4                                                       | 01 913                                                     | 1 366                                                      | RU2 : Port Saint Mary                                                                                  | 3                         | Rushen                    |
| Lato sud                           | Rushen                  | Rushen               | RN                                              | Rushen                                          | parrocchia                                                 | Rushen                                                     | 24,6                                                       | 01 591                                                     | 065                                                        | RU3 : (centrale) ; RU4 : (nord-ovest e sud-ovest), Calf of Man                                         | 3                         | Rushen                    |
| Lato sud                           | Rushen                  | Rushen               | RN                                              | Rushen                                          | città                                                      | Castletown                                                 | 02,3                                                       | 03 109                                                     | 1 352                                                      | C1 : (ovest) ; C2 : (est)                                                                              | 1                         | Castletown                |